# Maria Rosseels
Maria Rosseels (* 23. Oktober 1916 in Borgerhout; † 18. März 2005 in Brasschaat) war eine flämisch-belgische Schriftstellerin und Journalistin.

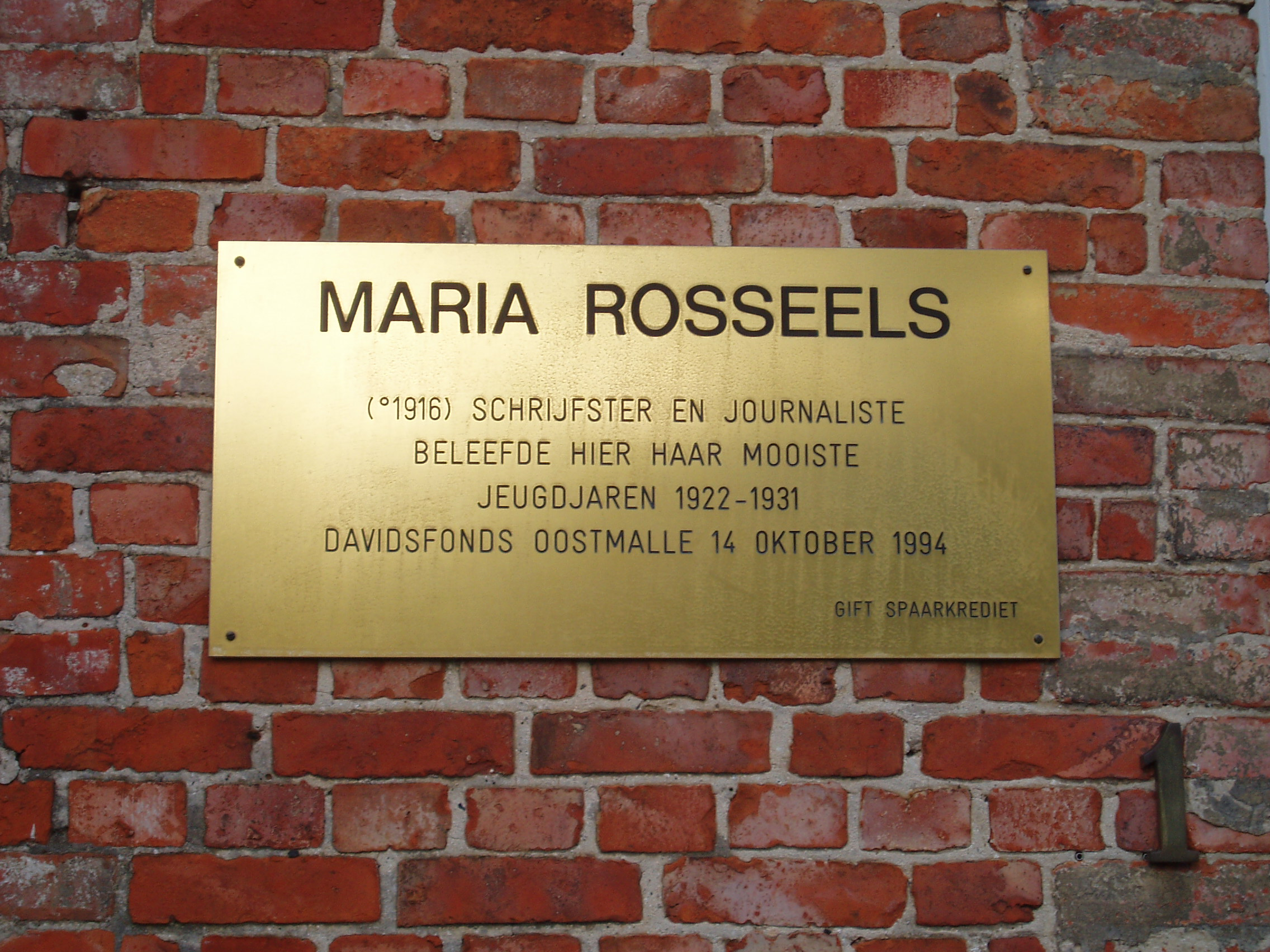
Gedenktafel in Oostmalle

Besonders bekannt ist ihr Werk Tod einer Nonne.
Für die belgische Zeitung De Standaard hat sie dreißig Jahre die Filmrubrik und die Frauenrubrik versorgt.

## Veröffentlichungen (Auswahl)
- Elisabeth van Dijck, Leipzig : St.-Benno-Verlag, 2. Auflage, 1973,
- Tod einer Nonne, Limburg : Lahn-Verlag, 1964
- Der Frau aber geziemt es, zu schweigen ... : Glossen zur Emanzipation, Freiburg/Wien/Basel : Herder-Verlag, 1964
- Ich war ein Christ, Salzburg : Otto Müller Verlag, 1959
- Grössere Liebe hat keiner, Köln : Bachem-Verlag, 1958
- Das unzufriedene Herz, Köln : Bachem-Verlag, 1957